# Дос Сантос Торрес, Гильерме
Гильерме дос Сантос Торрес (порт.-браз. Guilherme dos Santos Torres); род. 5 апреля 1991 года, Санту-Андре, Бразилия) — бразильский футболист, полузащитник катарского клуба «Аль-Садд».

## Клубная карьера
Гильерме — воспитанник клуба «Португеза Деспортос». 12 августа 2009 года в матче против «Дуки-ди-Кашиас» он дебютировал в бразильской Серии B. 21 мая 2011 года в поединке против «Наутико» Торрес забил свой первый гол за «Португеза Деспортос». В том же году игрок помог клубу выйти в элиту. 23 июня 2012 года в матче против «Сан-Паулу» он дебютировал в бразильской Серии A. Летом того же года Гильреме перешёл в «Коринтианс». 26 августа в матче против «Сан-Паулу» он дебютировал за новый клуб. 9 сентября в поединке против «Гремио» Торрес забил свой первый гол за «Коринтианс». В 2013 году он помог команде выиграть Лигу Паулиста.
Летом 2014 года Гильерме перешёл в итальянский «Удинезе». Сумма трансфера 4,5 млн евро. 31 августа в матче против «Эмполи» он дебютировал в итальянской Серии A.
Летом 2016 года Гильерме на правах аренды перешёл в испанский «Депортиво Ла-Корунья». В матче против «Эйбара» он дебютировал в Ла Лиге. 30 апреля 2017 года в поединке против «Осасуны» Торрес сделал «дубль», забив свой первый гол за «Депортиво Ла-Корунья». По окончании аренды клуб выкупил трансфер игрока за 4,5 млн евро, подписав контракт на 4 года. Летом 2018 года Гильерме перешёл в греческий «Олимпиакос». 30 сентября в матче против ПАОКа он дебютировал в греческой Суперлиги. 31 марта 2019 года в поединке против столичного «Атромитоса» Торрес забил свой первый гол за «Олимпиакос». 22 октября в матче Лиги чемпионов против немецкой «Баварии» он отметился забитым мячом. В 2020 году он помог клубу выиграть чемпионат.

## Достижения
Командные
 «Португеза Деспортос»
- Победитель Серии B — 2011

 «Коринтианс»
- Победитель Лиги Паулиста — 2013
- Победитель Рекопы Южной Америки — 2013

 «Олимпиакос»
- Победитель чемпионата Греции — 2019/2020
- Обладатель Кубка Греции — 2019/2020